# Macrochaetus collinsii
Macrochaetus collinsii is een raderdiertjessoort uit de familie Trichotriidae. De wetenschappelijke naam van deze soort is voor het eerst geldig gepubliceerd in 1867 door Gosse.